# Bahnhof Bregenz
Bahnhof Bregenz vasútállomás Ausztriában, Bregenz városában, közel a német és a svájci határhoz is.

## Vasútvonalak
Az állomást az alábbi vasútvonalak érintik:
- Lindau–Bludenz-vasútvonal
- Bregenzerwaldbahn

## Kapcsolódó állomások
A vasútállomáshoz az alábbi állomások vannak a legközelebb:
- Bregenz Hafen railway station
- Bregenz Riedenburg railway station
- Bahnhof Lindau-Reutin
- St. Margrethen vasútállomás
- Bahnhof Lindau-Reutin
- St. Margrethen vasútállomás

## Forgalom
| Járat               | Útvonal | Gyakoriság                                                                            |
| ------------------- | --- | ------------------------------------------------------------------------------------- |
| EC 88               | München Hbf – Buchloe – Memmingen (/– Kempten (Allgäu) Hbf) – Lindau Hbf – Bregenz – St. Gallen – Winterthur – Zürich HB | Négy vonatpár naponta                                                                 |
| IC 118/119 Bodensee | Münster (Westf) – Gelsenkirchen –Duisburg – Köln – Koblenz – Mannheim – Stuttgart – Ulm – Lindau – Bregenz – Innsbruck | Egy vonatpár naponta                                                                  |
| RJ                  | Bregenz – Bludenz – St. Anton am Arlberg – Innsbruck – Salzburg – Linz – Wien – Flughafen Wien | kétóránként                                                                           |
| EN 246/247          | Wien Hbf Autoreisezuganlage – Wien – Linz – Salzburg – Innsbruck – Bludenz – Feldkirch (inklusive Autoentladung) – Bregenz | Egy vonatpár naponta                                                                  |
| REX                 | Vorarlbergbahn: (Lindau – Bregenz-Hafen) – Bregenz – Dornbirn – Feldkirch – Bludenz (–Schruns) | Félóránként (abban az órában, amikor Railjet is közlekedik, egy REX vonatpár nem jár) |
| REX                 | Bregenz – Lindau Hbf | Bizonyos vonatok                                                                      |
| REX                 | Bregenz – St. Margrethen | Bizonyos vonatok                                                                      |
|                     | Vorarlbergbahn/Montafonerbahn: Lindau Hbf – Lochau-Hörbranz – Bregenz-Hafen – Bregenz - Riedenburg – Lauterach – Wolfurt – Schwarzach – Haselstauden – Dornbirn – Dornbirn Schoren – Hatlerdorf – Hohenems – Altach – Götzis – Klaus in Vorarlberg – Sulz-Röthis – Rankweil – Feldkirch Amberg – Feldkirch – Frastanz – Schlins-Beschling – Nenzing – Ludesch – Nüziders – Bludenz (– Bludenz-Moos – Bludenz Brunnenfeld – Lorüns – St. Anton im Montafon – Vandans – Kaltenbrunnen im Montafon – Tschagguns – Schruns) | Félóránként, egyetlen kapcsolat a Bludenztól Schrunsig, mint                          |
|                     | (Lindau Hbf – Lochau-Hörbranz – Bregenz-Hafen –) Bregenz – Riedenburg – Hard-Fußach – Lustenau – St. Margrethen | Félóránként                                                                           |